# Trischalis abbreviata
Trischalis abbreviata là một loài bướm đêm thuộc phân họ Arctiinae, họ Erebidae.